# Monedas de euro de Italia
El euro (EUR o €) es la moneda oficial de las instituciones de la Unión Europea desde 1999, cuando sustituyó al ECU, de los Estados que pertenecen a la eurozona y de los micro-Estados europeos con quienes la Unión tiene acuerdos al respecto. También es utilizado de facto en Montenegro y Kosovo. Las monedas de euro están diseñadas de tal manera que en su anverso muestran un diseño específico del Estado emisor mientras que en su reverso muestran un diseño común.
En 2007, el lado común de las monedas de euro cambió. En las monedas de euro de Italia (así como en las de Austria, Ciudad del Vaticano, Portugal y San Marino) el cambio se hizo en 2008.

## Diseño regular
Las monedas de euro italianas poseen cada una un diseño único, dedicado a honrar las obras de arte italianas más conocidas. La elección del diseño de las monedas se le dejó al público italiano a través de una emisión de televisión donde se presentaron diseños alternativos, permitiendo que la gente votara llamando a un cierto número de teléfono. Sin embargo, la moneda de 1 euro faltó en esta elección, porque Carlo Azeglio Ciampi, el entonces ministro de economía italiano, ya había decidido que luciría al Hombre de Vitruvio de Leonardo da Vinci. Cada moneda fue diseñada por un artista diferente, a saber, de la moneda de 1 céntimo a la de 2 euros: Eugenio Driutti, Luciana De Simoni, Ettore Lorenzo Frapiccini, Claudia Momoni, Maria Angela Cassol, Roberto Mauri, Laura Cretara y Maria Carmela Colaneri. Todos los diseños tienen en común las 12 estrellas de la Unión Europea y el año de acuñación.
| Motivos de las monedas de 1 cts                                                             |
| \| \| \| Castel del Monte representación heráldica que da motivo a las monedas de 1 cts. \| |
|                                                                                             |
| Castel del Monte representación heráldica que da motivo a las monedas de 1 cts.             |

| Motivos de las monedas de 2 cts                                                              |
| \| \| \| Mole Antonelliana representación heráldica que da motivo a las monedas de 2 cts. \| |
|                                                                                              |
| Mole Antonelliana representación heráldica que da motivo a las monedas de 2 cts.             |

| Motivos de las monedas de 5 cts                                                    |
| \| \| \| Coliseo representación heráldica que da motivo a las monedas de 5 cts. \| |
|                                                                                    |
| Coliseo representación heráldica que da motivo a las monedas de 5 cts.             |

| Motivos de las monedas de 10 cts                                                                                |
| \| \| \| El nacimiento de Venus (Botticelli) representación heráldica que da motivo a las monedas de 10 cts. \| |
| |
| El nacimiento de Venus (Botticelli) representación heráldica que da motivo a las monedas de 10 cts.             |

| Motivos de las monedas de 20 cts                                                                                       |
| \| \| \| Formas únicas de continuidad en el espacio representación heráldica que da motivo a las monedas de 20 cts. \| |
| |
| Formas únicas de continuidad en el espacio representación heráldica que da motivo a las monedas de 20 cts.             |

| Motivos de las monedas de 50 cts                                                                              |
| \| \| \| Estatua ecuestre de Marco Aurelio representación heráldica que da motivo a las monedas de 50 cts. \| |
| |
| Estatua ecuestre de Marco Aurelio representación heráldica que da motivo a las monedas de 50 cts.             |

| Motivos de las monedas de 1 euro                                                               |
| \| \| \| Hombre de Vitruvio representación heráldica que da motivo a las monedas de 1 euro. \| |
|                                                                                                |
| Hombre de Vitruvio representación heráldica que da motivo a las monedas de 1 euro.             |

| Motivos de las monedas de 2 euro                                                            |
| \| \| \| Dante Alighieri representación heráldica que da motivo a las monedas de 2 euro. \| |
|                                                                                             |
| Dante Alighieri representación heráldica que da motivo a las monedas de 2 euro.             |

| 0,01 €                                                    | 0,02 €                                                                               | 0,05 €                                                                                              |
| --------------------------------------------------------- | ------------------------------------------------------------------------------------ | --------------------------------------------------------------------------------------------------- |
|                                                           |                                                                                      | |
| El Castel del Monte, un castillo del siglo XIII en Apulia | Mole Antonelliana, una torre que simboliza la ciudad de Turín                        | El Coliseo de Roma, el más famoso anfiteatro romano                                                 |
| 0,10 €                                                    | 0,20 €                                                                               | 0,50 €                                                                                              |
|                                                           |                                                                                      | |
| El nacimiento de Venus por el pintor Sandro Botticelli    | La estatua futurista Formas Únicas de Continuidad en el Espacio por Umberto Boccioni | La estatua ecuestre del Emperador Marco Aurelio de la Colina Capitolina por Miguel Ángel Buonarroti |
| 1,00 €                                                    | 2,00 €                                                                               | 2 € (canto)                                                                                         |
|                                                           |                                                                                      | Borde de la moneda de 2 euros de Bélgica, Francia, Irlanda, Italia, Luxemburgo, Mónaco y España     |
| El Hombre de Vitruvio, un diseño de Leonardo da Vinci     | Retrato de Dante Alighieri por el pintor Rafael                                      | |

## Monedas conmemorativas en euro de Italia
Para más información, véase monedas conmemorativas de 2 euros.
| Año  | Motivo | Emisión | Imagen |
| ---- | --- | ------- | ------ |
| 2004 | 50.º Aniversario del Programa Mundial de Alimentos En primer plano figura el globo terrestre, inclinado hacia la derecha y con la inscripción en inglés WORLD FOOD PROGRAMME, de donde salen una espiga de trigo, una espiga de maíz y una espiga de arroz, representando las principales fuentes de alimentación en el mundo. A la derecha del globo, aparecen una I superpuesta a una R, designando a la República Italiana (Repubblica Italiana). Debajo, aparece una combinación más pequeña de las letras U y P, las iniciales de la grabadora, Uliana Pernazza. Sobre el globo aparece la marca de ceca R y, bajo el globo, el año de acuñación 2004. Las doce estrellas de la Unión Europea aparecen en el anillo exterior.                                               |         |        |
| 2005 | Primer aniversario de la firma de la Constitución Europea En la parte interna de la moneda figura una representación de Europa y de Zeus convertido en toro. Europa sostiene una pluma y el texto de la Constitución Europea. A la izquierda de la imagen aparece la marca de ceca R. Las iniciales de la grabadora, MCC (Maria Carmela Colaneri) figuran en la parte inferior izquierda. El año aparece en la parte superior derecha de la ilustración, sobre la cabeza del toro. En la parte inferior de la ilustración aparece el monograma de la República Italiana, RI. Las palabras COSTITUZIONE EUROPEA (“CONSTITUCIÓN EUROPEA”) forman un semicírculo en la parte inferior del anillo exterior. En la mitad superior, aparecen las doce estrellas de la bandera europea. |         |        |
| 2006 | Juegos Olímpicos de invierno Turín 2006 El primer plano representa un esquiador en acción inscrito en un fondo de elementos gráficos estilizados: arriba a la izquierda aparece el monograma de la República Italiana RI, junto con la marca de ceca R debajo y una reproducción de la Mole Antonelliana, edificio emblemático de Turín, llevando en su parte inferior la inscripción TORINO (“TURÍN”). Arriba a la derecha, las palabras GIOCHI INVERNALI (“JUEGOS DE INVIERNO”); a la derecha del esquiador, el año de emisión 2006 escrito verticalmente y las iniciales de la grabadora Maria Carmela Colaneri MCC. El diseño está rodeado en el anillo exterior por las doce estrellas de la Unión.                                                                         |         |        |
| 2007 | Diseño común: 50.º aniversario de la firma del Tratado de Roma |         |        |
| 2008 | 60.º aniversario de la Declaración Universal de los Derechos Humanos |         |        |
| 2009 | Bicentenario del nacimiento de Louis Braille |         |        |
| 2009 | Diseño común: X Aniversario de la creación de la Unión Económica y Monetaria |         |        |
| 2010 | Bicentenario del nacimiento del Conde de Cavour |         |        |
| 2011 | 150.º aniversario de la unificación de Italia |         |        |
| 2012 | Centenario de la muerte de Giovanni Pascoli |         |        |
| 2012 | Diseño común: X Aniversario de la puesta en circulación de los billetes y monedas en euros |         |        |
| 2013 | 200 Aniversario del Nacimiento de Giuseppe Verdi |         |        |
| 2013 | 700 Aniversario del Nacimiento de Giovanni Boccaccio |         |        |
| 2014 | 200.º Aniversario de los Carabinieri |         |        |
| 2014 | 450.º Aniversario del nacimiento de Galileo Galilei |         |        |
| 2015 | 750 aniversario del nacimiento de Dante Alighieri |         |        |
| 2015 | Expo 2015, Exposición Universal de Milán |         |        |
| 2015 | Diseño común: 30º aniversario de la Bandera europea |         |        |
| 2016 | 2200º Aniversario de la Muerte de Plauto |         |        |
| 2016 | 550 Aniversario de la Muerte de Donatello |         |        |
| 2017 | Bimilenario de la Muerte de Tito Livio |         |        |
| 2017 | 400° Aniversario de la finalización de la Basílica de San Marcos en Venecia |         |        |
| 2018 | 70.º Aniversario de la Constitución italiana |         |        |
| 2018 | 60.º Aniversario del Ministerio de Salud Italiano |         |        |
| 2019 | 500º Aniversario de la muerte de Leonardo da Vinci |         |        |
| 2020 | Corpo Nazionale dei Vigili del Fuoco |         |        |
| 2020 | 150 Aniversario del nacimiento de Maria Montessori |         |        |
| 2021 | Profesiones Sanitarias |         |        |
| 2021 | 150 Aniversario del establecimiento de Roma como capital de Italia |         |        |
| 2022 | 30 aniversario de la muerte de los jueces Giovanni Falcone y Paolo Borsellino |         |        |
| 2022 | 170 aniversario de la fundación de la Policía Nacional Italiana |         |        |
| 2022 | Diseño común: 35º aniversario del programa Erasmus |         |        |

## Errores numismáticos
En 2002, se detectó en la tiradas  inicial de  una serie de monedas con el tamaño y la cara nacional correspondiente a la moneda de dos céntimos, pero con el valor facial y la cara común correspondiente a las monedas de 1 céntimo.